# Historia de Gales

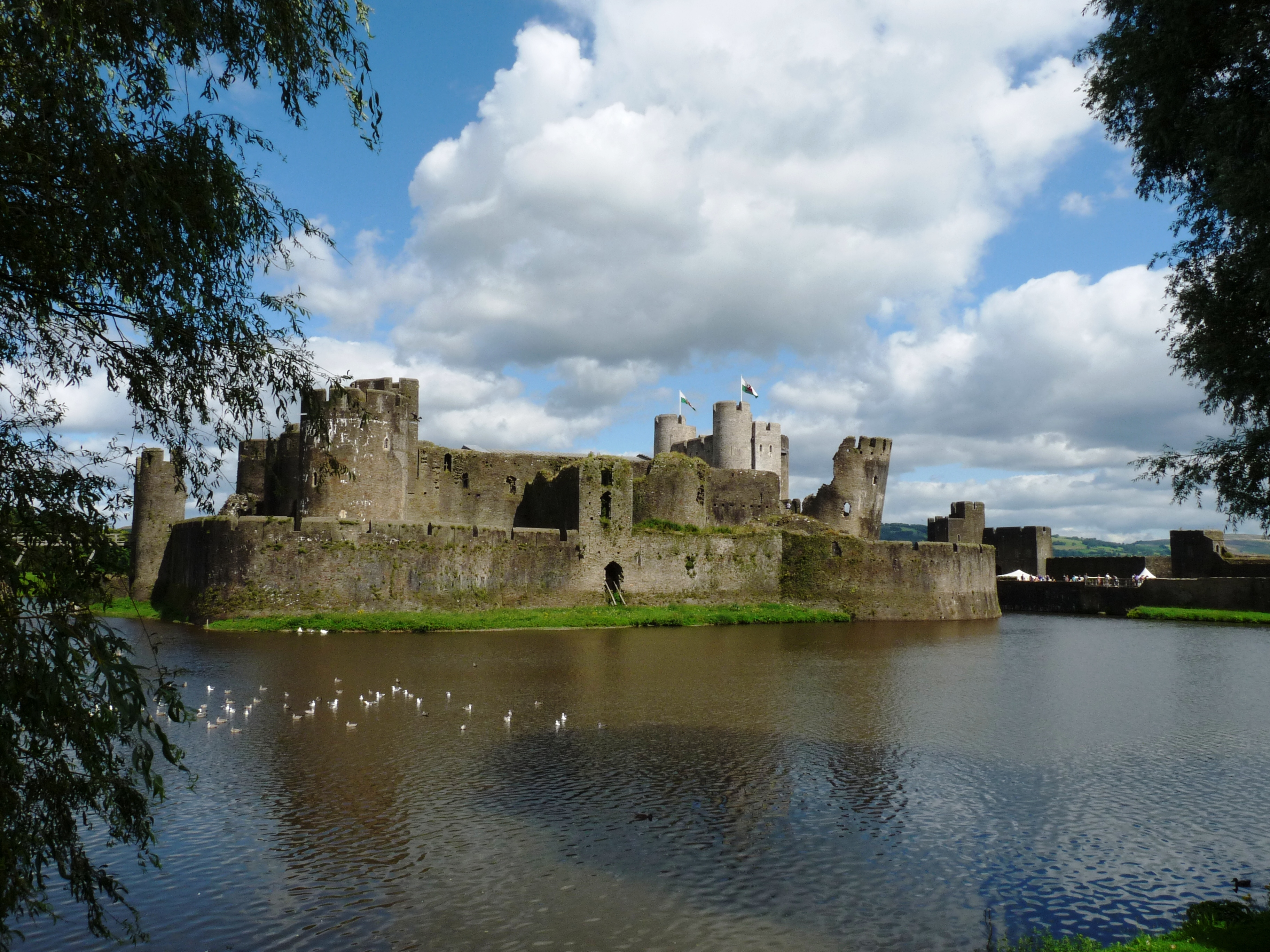
Castillo de Caerphilly. Este castillo fue construido entre 1268-1271 por Gilbert de Clare, lo que provocó una disputa entre Llywelyn el Último Rey y la Corona inglesa, uno de los motivos que llevaron a las guerras de 1277 y 1282 y al fin de la independencia de Gales.

La historia de Gales comienza con la llegada de seres humanos a la región hace miles de años. Los neandertales vivieron en lo que hoy es Gales (o Cymru en galés), hace al menos 230 000 años, mientras que el Homo sapiens llegó alrededor de 31000 a. C.. Sin embargo, los asentamientos estables de los humanos modernos datan del período posterior al final de la última glaciación alrededor del 9000 a. C., y Gales tiene muchos restos del Mesolítico, del Neolítico (principalmente dólmenes y crómlechs) y de la Edad de Bronce. Durante la Edad del Hierro, la región, al igual que toda Gran Bretaña al sur del Firth of Forth, estaba dominada por los celtas britones y la lengua britónica.
La historia escrita de Gales comienza con la llegada de los romanos, que comenzaron su conquista  en el año 43 d. C., e hicieron campaña por primera vez en lo que ahora es el noreste de Gales contra los deceanglos. Las tribus británicas de la época prerromana —deceanglos, ordovicos, cornovii, démetas y siluros.— ocupaban el territorio actual de Gales y también partes de Inglaterra y el sur de Escocia, en lo que se organizaría como la provincia romana de Britania. Los romanos consiguieron el control total de Gales con la derrota de los siluros y finalmente de los ordovicos en 79 d. C. y partieron de Gran Bretaña en el siglo V, abriendo la puerta a la invasión anglosajona.
Varios reinos pequeños se formaron en el actual Gales en el período de la Britania posromana, como  Gwynedd, Powys, Deheubarth, Glywysing y Gwent, al tiempo que los britónicos se convertían al cristianismo. A partir de entonces, la lengua y la cultura britónicas comenzaron a dividirse, y se formaron varios grupos distintos. Los galeses fueron el mayor de estos grupos, y generalmente se desempeñaron independientemente de los otros pueblos de habla britónica supervivientes después del siglo XI.  Durante el período altomedieval el territorio de Gales siguió dividido en pequeños reinos, siendo el gobernante más poderoso el del reino de Gwynedd, que normalmente era reconocido como el rey de los britones (más tarde Tywysog Cymru: Leader o Prince of Wales). Algunos de esos gobernantes fueron capaces de ampliar su control sobre otros territorios galeses y hacia el oeste de Inglaterra y con el paso del tiempo su influencia centralizadora se extendió. A mediados del siglo XI Gruffyd ap Llywelyn llegó a controlar todos los reinos de Gales y algunas zonas de Inglaterra durante un breve período, pero ningún gobernante pudo unificar Gales durante mucho tiempo. La Alta Edad Media en Gales se caracterizó por las luchas internas y la presión externa de los reinos ingleses, primero como Mercia, luego contra el reino unificado de Inglaterra. y posteriormente contra los conquistadores normandos, que llegaron a las fronteras de Gales en el año 1067. La guerra contra los invasores continuó durante más de dos siglos hasta la muerte del Llywelyn ap Gruffudd, el Último Rey en 1282, que condujo a la conquista del Principado de Gales por el rey Eduardo I de Inglaterra y la anexión de Gales al reino de Inglaterra; después, el heredero aparente del monarca inglés llevará el título de "Prince of Wales". Los galeses lanzaron varias revueltas contra la dominación inglesa, siendo la última significativa la que dirigió Owain Glyndŵr a principios del siglo XV, que controló Gales durante unos pocos años antes de que la Corona inglesa restableciera su autoridad. Durante el siglo XVI la legislación galesa fue progresivamente modificada para incorporar las estructuras ejecutivas a Inglaterra. Enrique VIII, él mismo de origen galés como bisnieto de Owen Tudor, aprobó las Leyes en las Actas de Gales con el objetivo de incorporar plenamente a Gales en el Reino de Inglaterra. Bajo la autoridad de Inglaterra, Gales se convirtió en parte del Reino de Gran Bretaña en 1707 y luego en el Reino Unido en 1801. Sin embargo, a pesar de la asimilación inglesa, los galeses conservaron su idioma y cultura. La publicación de la extremadamente significativa primera traducción completa de la Biblia en galés por William Morgan en 1588 ayudó mucho a la posición del galés como lengua literaria.
El siglo XVIII vio el comienzo de dos cambios que afectarían enormemente a Gales, el renacimiento metodista galés —que llevó al país a volverse cada vez más inconformista con la religión— y la Revolución Industrial. Durante el surgimiento del Imperio Británico, el sudeste de Gales, en particular, experimentó en el siglo XIX una rápida industrialización y un aumento rápido de la población como resultado de la explosión de las industrias del carbón y del hierro. Estas zonas fueron “anglificadas” debido a la llegada de inmigrantes, destacando con los territorios rurales, donde se conservó con más fuerza la cultura tradicional galesa. Asimismo, la zona experimentó la influencia del cristianismo metodista.
Gales desempeñó un papel completo y voluntario en la Primera Guerra Mundial. El Partido Laborista reemplazó al Partido Liberal como fuerza política dominante en los años 1920. Gales jugó un papel importante durante la Segunda Guerra Mundial junto con el resto del Reino Unido de Gran Bretaña e Irlanda del Norte y los Aliados, y sus ciudades fueron bombardeadas extensamente durante el blitz nazi. Las industrias del Imperio en Gales declinaron en el siglo XX con el fin del Imperio británico después de la Segunda Guerra Mundial mientras que el sentimiento nacionalista y el interés en la autodeterminación aumentaron. El partido nacionalista Plaid Cymru, dirigido por Gwynfor Evans, ganó impulso a partir de los años 1960 y consiguieron por primera vez representación en el parlamento del Reino Unido en 1966, convirtiendo la “devolución” de las instituciones parlamentarias galesas en su principal objetivo político. En el referéndum de 1979 ganó el voto negativo pero en 1997 en otro referéndum los votantes galeses aprobaron por un estrecho margen la devolución de la responsabilidad gubernamental a una Asamblea Nacional de Gales, la cual se reunió por primera vez en Cardiff en 1999.

## Gales prehistórica
Los primeros restos conocidos de actividad humana en el territorio moderno de Gales es un diente encontrado en una cueva del valle del río Elwy, en el norte del territorio, perteneciente a un hombre que vivió hace unos 250 000 años en período Paleolítico Inferior. La dama roja de Paviland, un esqueleto humano teñido de ocre rojo, fue descubierto en 1826 en una de las cuevas de piedra caliza de Paviland, en la península de Gower, en Swansea, en el sur de Gales. A pesar de su nombre, el esqueleto pertenece a un hombre joven que vivió hace unos 33 000 años hacia el final del Paleolítico Superior. Se considera el enterramiento ceremonial más antiguo conocido en Europa Occidental. El esqueleto fue encontrado junto con joyería de marfil y conchas marinas, así como un cráneo de mamut.
Los glaciares retrocedieron en la región hacia el milenio VIII a. C., pero el paso hacia la Europa continental se mantuvo hasta el fin de la glaciación, entre el V y el VI milenio a. C., cuando Gran Bretaña se convirtió en una isla y se formó el mar de Irlanda, separando a Gales de Irlanda. Durante este periodo los bosques de la región se hicieron muy densos, dificultando su comunicación con el resto de la isla. Según el historiador John Davies, las leyendas sobre el hundimiento de Cantre'r Gwaelod y los cuentos de Mabinogion, en los que se dice que las aguas del mar de Irlanda eran menos profundas, pueden ser reminiscencias de ese período.

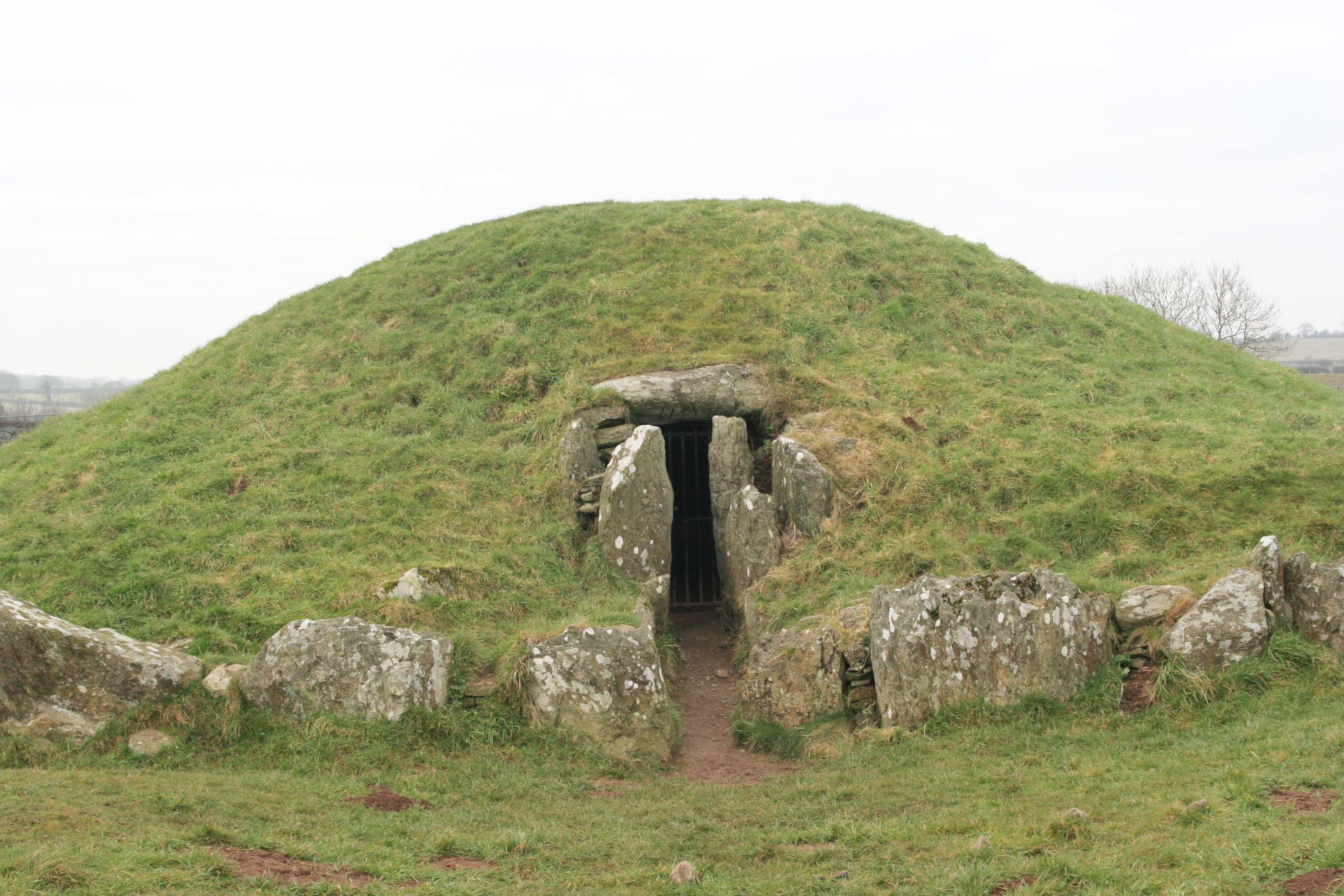
Bryn Celli Ddu, una cámara funeraria de finales del neolítico en Anglesey.

Gales ha estado habitado por el hombre moderno desde hace al menos 22 300 años, aunque los asentamientos estables en el territorio no aparecerían hasta la última edad de hielo, cuando emigraron a la isla cazadores-recolectores mesolíticos provenientes de Europa Central.

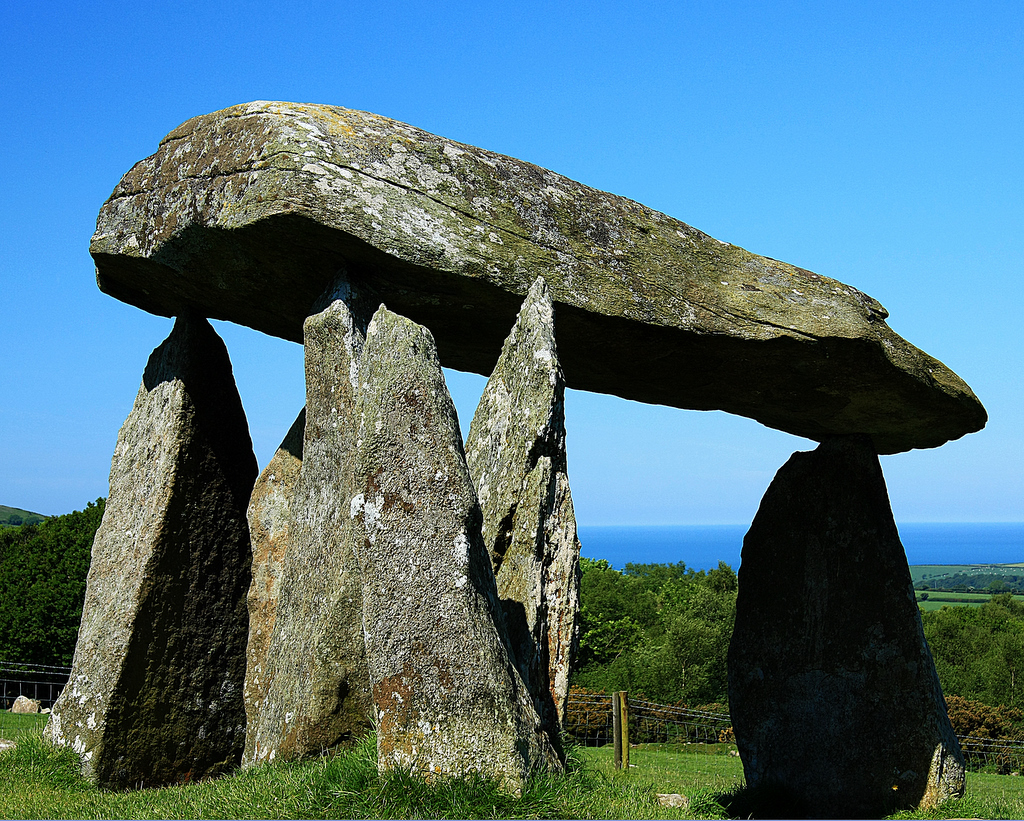
Dolmen neolítico de Pentre Ifan.

Se estima que las primeras comunidades agrícolas surgieron en torno al 4000 a. C., marcando los inicios del período Neolítico en la zona. De la península ibérica llegaron por mar colonizadores que se integraron con los pueblos ya presentes y favorecieron la sedentarización de los habitantes de la región, dentro del proceso de la revolución neolítica. Los nuevos pobladores despejaron los bosques para establecer tierras de pastoreo y de cultivos, desarrollaron tecnologías para la elaboración de cerámicas y de textiles, y construyeron cromlechs como los de Pentre Ifan, Bryn Celli Ddu y Parc Cwm long cairn. Durante este período se construyeron muchas cámaras funerarias, siendo las más notables las de Bryn Celli Ddu y Barclodiad y Gawres en Anglesey. 
Las herramientas de metal aparecieron en Gales en torno al 2500 a. C., al principio de cobre y posteriormente de bronce. Se cree que durante los inicios de la Edad de Bronce galesa (2500-1400 a. C.) el clima era más cálido que en la actualidad, a juzgar por los restos ecológicos. Gran parte de la producción de cobre para la producción de bronce procedía probablemente de las minas de cobre de Great Orme, donde se han encontrado restos de actividad minera estable durante varios siglos del período.
La primera herramienta de hierro encontrada en Gales es una espada encontrada en Llyn Fair, en el valle del río Ronda, que se cree fue fabricada en torno al 600 a. C.> Durante la Edad de Hierro galesa en las colinas del país se construyeron asentamientos fortificados, especialmente numerosos, como Pen Dinas cerca de Aberystwyth y Tre´r Ceiri en la península de Hellín. En 1943 se realizó un hallazgo de este período especialmente significativo en Llyn Cerril Bach en Anglesy, en un terreno que estaba siendo excavado para la construcción de una base para la fuerza aérea inglesa. Se encontró un depósito votivo especialmente bien conservado, lleno de armas, escudos, carruajes, con sus bridas y arneses, así como cadenas y grilletes de esclavos y diversas herramientas. Muchos de estos objetos habían sido deliberadamente rotos y parece tratarse de una ofrenda votiva.
Tradicionalmente los historiadores creen que el territorio de Gales fue colonizado por sucesivas oleadas de inmigrantes que trajeron diversos aportes culturales a la zona, sustituyendo a los habitantes previos con la llegada de los celtas del continente. Sin embargo, varios estudios genéticos realizados sobre la población galesa descartan esta teoría. En dos libros recientes, Bryan Sykes y Stephen Oppenheimer consideran que la población galesa moderna (y el conjunto de la población británica) descienden de emigrantes procedentes de la península ibérica llegados durante el Mesolítico, y en menor grado, durante el Neolítico. La introducción del lenguaje céltico, del que se derivó el galés moderno pudo haber sido el resultado de inmigración a menor escala.

## El período romano (48-410d.C.)

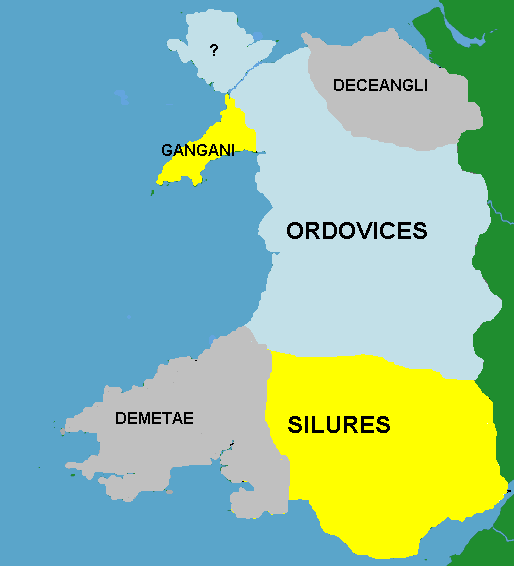
Las tribus célticas que habitaban en el territorio de Gales durante el período de la invasión romana. Los límites exactos no están definidos.

Hasta la  conquista romana de Britania , Gales no era un país diferenciado, dividido entre los deceanglos, ordovicos, cornovii, démetas y siluros. Todos los habitantes nativos de la provincia romana de Britania hablaban lenguas britónicas (una subfamilia de los lenguas celtas) y eran llamados britones (o brythones). Los siluros, en el actual sudeste de Gales y los ordovicos, en el centro y noroeste, eran las tribus más numerosas y poderosas y también fueron las que presentaron una mayor resistencia a la invasión romana.
El primer ataque contra las tribus célticas de Gales fue realizado por el legado Publio Ostorio Escápula hacia el año 48 a. C.. Ostorio atacó primero a los deceanglos en el nordeste, que parecen haberse rendido con poca resistencia. A continuación luchó durante varios años contra los siluros y ordovicos, dirigidos por Caradoc o Carataco, que había huido del sudeste de Inglaterra. Primero dirigió a los siluros y después se trasladó al territorio de los ordovicos, donde fue derrotado por Ostorio hacia el 51 a. C.. Tras la derrota, Carataco se refugió entre los brigantes, cuya reina Cartimandua lo entregó a los romanos.
Sin embargo los siluros no fueron sometidos y comenzaron una efectiva guerra de guerrillas contra los ejércitos romanos. Ostorius murió sin someter a la tribu, y a su muerte los siluros consiguieron derrotar a la Segunda Legión Augusta. Los romanos no intentaron extender su control en Gales hasta la llegada del gobernador Cayo Suetonio Paulino, que se dirigió al norte y capturó la isla de Mona (Anglesey), donde se encontraba un importante santuario druídico en el año 60 o 61 a. C.. Sin embargo se vio obligado a abandonar la ofensiva ante la rebelión en el este de la reina Boadicea o Boudica. Tras aplastar la rebelión, los siluros fueron finalmente sometidos por Sexto Julio Frontino en una serie de campañas que concluyeron en el año 78 a. C.. Su sucesor Cneo Julio Agrícola sometió también a los ordovicos y reconquistó Anglesey a comienzos del año 79 a. C..

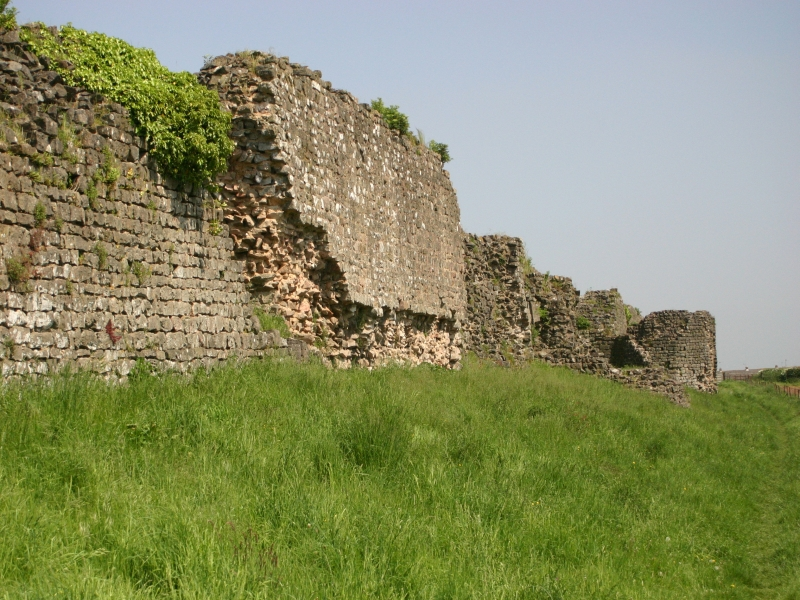
Muro de la ciudad romana de Venta Silurum.

Los romanos ocuparon el conjunto del actual territorio de Gales, donde construyeron calzadas, fuertes, explotaron minas de plata, hierro y oro (minas de Dolaucothi en Carmarthenshire), e introdujeron comercio, pero su interés por el desarrollo de la zona fue limitado debido a su aislamiento geográfico y a la escasez de tierras cultivables. En Gales del Sur se formó un cordón de fuertes romanos, asegurando un control territorial por lo menos hasta Carmarthen.La mayoría de los restos romanos encontrados en Gales son de naturaleza militar. La zona fue controlada desde campamentos para sus legiones como Deva Victrix (Deva), Chester, Isca Augusta (Isca) y  Caerleon (Isca Augusta, cuyo anfiteatro se encuentra bien preservado), con calzadas que los unían con fuertes auxiliares como Segontium, Caernarfon, Moridunum y Carmarthen. Solo se conoce una ciudad fundada por los romanos en Gales: Venta Silurum (la actual Caerweel nt), aunque el fuerte de Moridunum fue posteriormente ocupado por el asentamiento civil de Carmarthen. Administrativamente el territorio de Gales formaba parte de la provincial romana de Britania Superior y posteriormente de la provincial de Britania Prima, que también incluía el oeste de Inglaterra.
Como se refleja en el cuento medieval Breuddwyd Macsen Wledig [El sueño de Macsen Wleding], los romanos también incursionaron en la zona septentrional del país. Según su trama Magno Máximo (Macsen Wledig), uno de los últimos emperadores romanos de Occidente, se casó con la hija de un jefe galés del actual Caernarfon. Por su parte, el cristianismo fue introducido en Gales durante el siglo IV y la conversión no dejaría de extenderse.

## La retirada de los romanos y laEdad de los Santos(411-700)
Cuando los ejércitos romanos asentados en Britania se retiraron en el año 410, los diversos asentamientos britones en Gales pasaron a gobernarse por sí mismos, como el resto de la provincia. Sin embargo, la influencia cultural romana permaneció tras su partida, como demuestra una piedra grabada de Gwynedd fechada entre mediados del siglo V y mediados del siglo VI, homenajeando a Cantiorix, descrito como “cives” (ciudadano) y primo del “magistratus” (magistrado) Maglos. Tras la retirada de los romanos también se produjo una considerable colonización procedente de Irlanda en el sudoeste, donde se han conservado muchas piedras con inscripciones ogham. Muchos misioneros irlandeses convirtieron a la población local al cristianismo, iniciando la llamada Edad de los Santos (aproximadamente entre el 500-700), caracterizada por el establecimiento de monasterios e iglesias por todo el país, bajo la dirección de eclesiásticos destacados como San David, Illtud y Teilo.
Una de las razones de la retirada romana fue la presión de las tribus germánicas y bárbaras sobre las fronteras orientales del Imperio romano. Entre estas tribus se encontraban anglos, sajones y jutos, que invadieron el territorio británico y realizaron incursiones en Gales a lo largo del valle del río Severn y llegando hasta Llanidloes. Gradualmente los invasores germánicos consolidaron su dominio sobre el este y el sur de Britania (que se convertiría en Inglaterra). En la batalla de Chester (616), los ejércitos de Powys y otros ejércitos británicos, dirigidos por el rey Selyf ap Cynan fueron derrotados por el ejército anglosajón de Northumbria, dirigido por el rey Aethelfrith. El rey galés murió en la batalla. Se ha sugerido que esta batalla cortó la comunicación terrestre entre Gales y los reinos británicos del norte, Rheged, Strathclyde, Elmet y Gododdin. Desde el siglo VIII, Gales era el mayor de los tres países británicos de Britania, junto a Cornwall y Strathclyde.

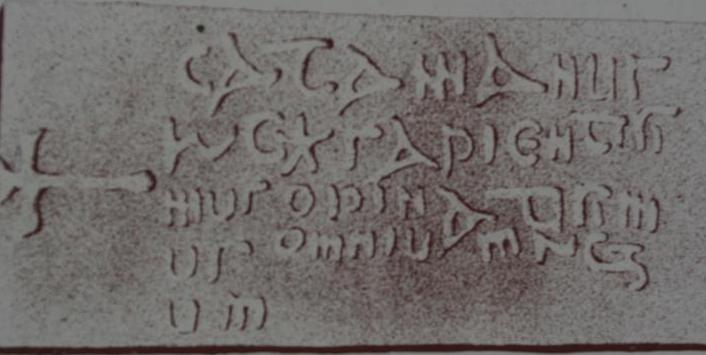
La tumba del rey Cadfan ap Iago de Gwynedd (muerto hacia 625) en la iglesia de Llangadwaladr.

El país de Gales se encontraba dividido en varios pequeños reinos separados, siendo los más grandes y poderosos, el reino de Gwynedd en el nordeste de Gales y el reino de Powys en el este, y también Deheubarth, Glywysing y Gwent. Gwynedd alcanzó la supremacía entre estos reinos entre los siglo VI y VII, mediante la aptitud de destacados líderes como Maelgwn Gwynedd (muerto hacia 547). y Cadwallon ap Cadfan (muerto hacia el 634-635). que en alianza con el rey Penda de Mercia fue capaz de realizar grandes conquistas con sus ejércitos, llegando tan lejos como a Northumbria, aunque las controló durante un período muy breve. Tras la muerte de Cadwallon en batalla, su sucesor Cadafael ap Cynfeddw también se alió con Penda contra Northumbria, pero durante el período posterior, tanto Gwynedd como los demás reinos galeses se vieron forzados a realizar una política militar defensiva frente al poder expansionista de Mercia.
Las tierras meridionales y occidentales que pasaron a manos de los ingleses comenzaron a ser llamadas en galés Lloegyr (en la actualidad Lloegr), que en un principio solo contemplaban Mercia y más tarde toda Inglaterra. Las tribus germánicas que dominaron esa región fueron llamadas saeson, es decir "sajones". 
Los anglosajones llamaron 'walha' a los romano-británicos, es decir 'extranjero romanizado'. Los galeses siguieron llamándose brythoniaid (brythons o britones) incluso en buena parte de la Edad Media, aunque la primera vez que se empleó Cymru e y Cymry fue en 633 en el poema Y Gododdin, de Aneirin. En Armes Prydain, de 930, las palabras Cymry y Cymro son empleadas quince veces. Solo hasta el siglo XII Cymry fue más frecuente que Brythoniaid en la literatura galesa.

## Alta Edad Media (700-1066)

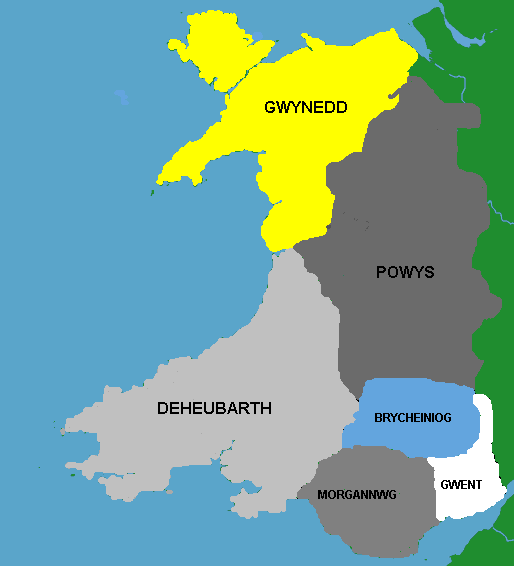
Los reinos medievales de Gales en el territorio actual.

El reino de Powys, que era el más poderoso de los reinos orientales de Gales, comenzó a ser presionado por el reino de Inglaterra en Cheshire, Shropshire y Herefordshire. En sus momentos de mayor esplendor el reino de Powys se extendía más hacia el este, y su antigua capital Pengwern, ha sido identificada como la moderna ciudad de Shrewsbury o algún lugar al norte de Baschurch. Powys perdió varios territorios orientales ante la expansión del reino de Mercia. La construcción de la muralla de tierra conocida como Offa´s Dyke (normalmente atribuida al rey Offa de Mercia) en el siglo VIII puede haber sido motivada para establecer las fronteras entre ambos reinos de mutuo acuerdo.
Durante este período fue raro que un solo rey gobernara sobre el conjunto de Gales. Esta situación a menudo era debida al sistema hereditario practicado en el país: todos los hijos recibían una parte igual de la propiedad de sus padres (incluyendo los hijos ilegítimos), lo que fomentaba la división territorial. Sin embargo, la ley galesa limitaba ese sistema de división a la tierra en general, no a los reinos, estableciendo provisiones para que un edling (heredero) al reino fuese elegido, normalmente por el rey. Cualquier hijo, legítimo o ilegítimo, podía terminar como edling, lo que a menudo causaba que los demás candidatos terminaran desafiándole o rebelándose contra él.

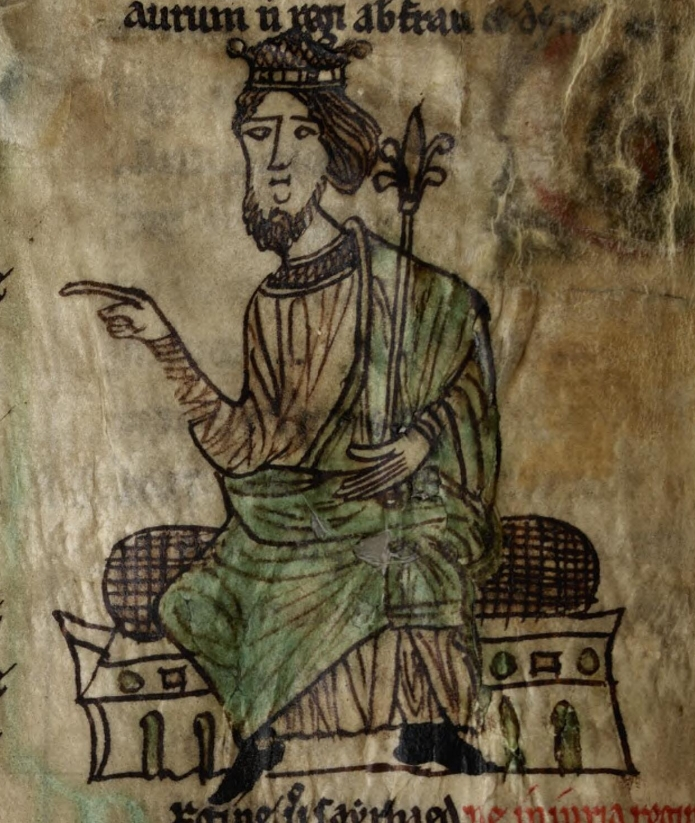
Hwyel el Bueno en el manuscrito Peniarth 28.

Desde 800 una serie de matrimonios dinásticos llevaron a Rhodri el Grande, cuyo reinado se extendió de 844 a 878, a heredar Gwynedd y Powys. Por el contrario, sus hijos fundaron tres dinastías (Aberffraw para Gwynedd, Dinefwr para Deheubarth, y Mathrafal para Powys), que se opusieron entre sí. El nieto de Rhodri, Hywel Dda, o el Bueno, formó el reino de Deheubarth  expulsando a la dinastía Aberffraw de Gwynedd y Powys y uniendo los pequeños reinos del sudoeste y extendiendo su dominio a la mayor parte de Gales hacia el año 942. Tradicionalmente se ha asociado la codificación de la ley galesa a un concilio celebrado en Whitland, lo que recibiría habitualmente el nombre de las Leyes de Hywel. El rey Hywel siguió una política de paz con los ingleses. A su muerte en el año 949 sus hijos fueron capaces de mantener el control sobre Deheubarth, pero perdieron Gwynedd ante la dinastía tradicional de ese reino. Maredudd ab Owain de Deheubarth (el nieto de Hywel) lograría expulsarlos de nuevo, aunque de manera temporal.
Gales comenzó a sufrir progresivos ataques por parte de los incursores vikingos, especialmente daneses, entre 950 y el año 1000. Gofraid mac Arailt se llevó más de 2.000 cautivos de Anglesey en el año 987, y el rey de Gwynedd, Maredudd ab Owain, pagó un considerable rescate a los daneses para liberar a muchos de sus vasallos.

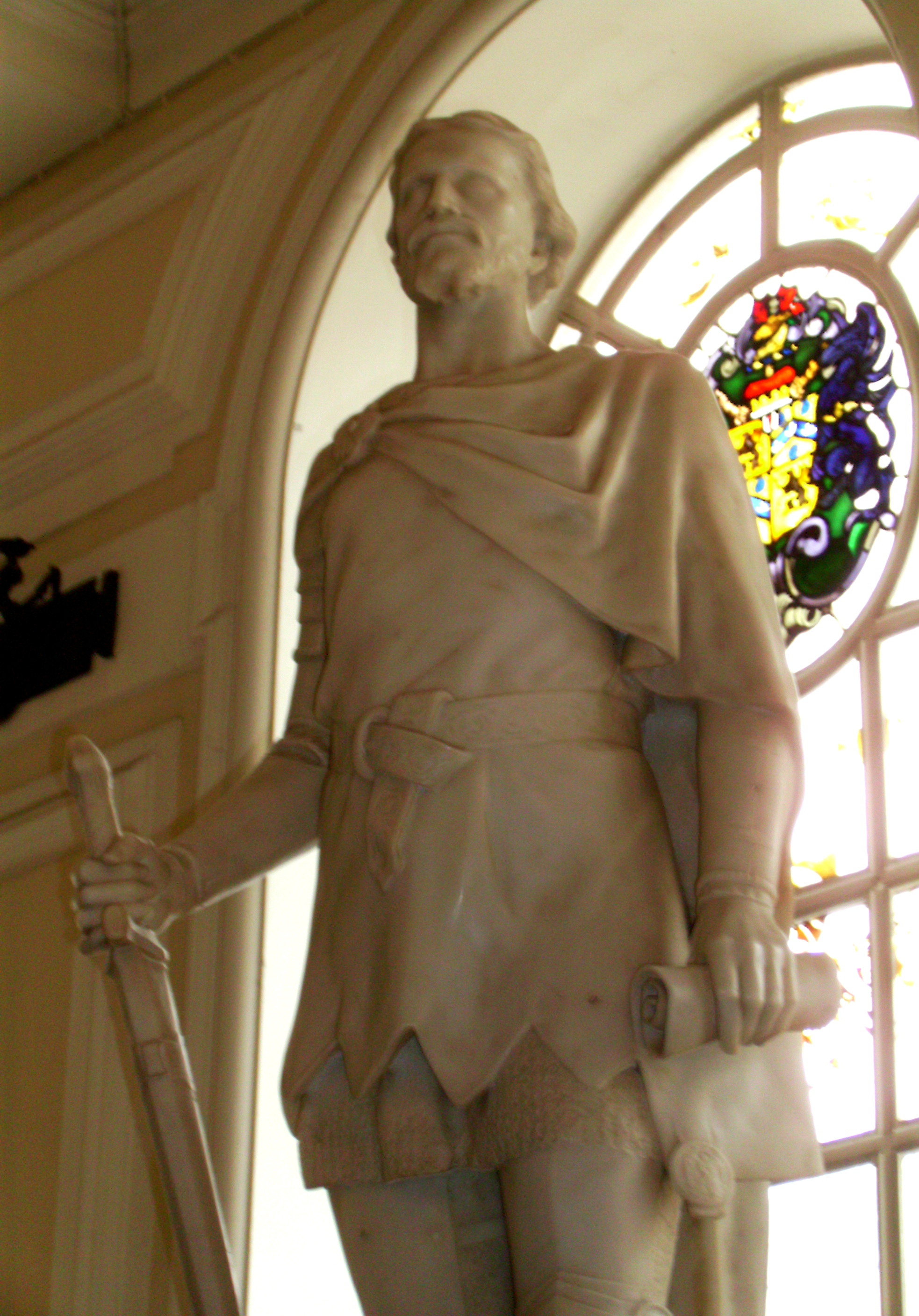
Escultura de Owain Glyndwr, el último galés nativo con el título de príncipe de Gales.

El nieto de Maredudd, Gruffydd ap Llywelyn, procedente de Gwynedd, fue el siguiente rey que consiguió conquistar los territorios de sus primos y extender su reino incluso hasta tierras inglesasa, unificando la mayoría de los reinos galeses bajo su dominio desde 1057 hasta 1063.  Sin embargo, fue derrotado por Harold Godwinson ese año 1063 y fue asesinado por sus propios hombres. Sus territorios se dividieron entre los reinos galeses.

## El período normando (1067-1283)
Cuando los normandos conquistaron Inglaterra en el año 1066, el rey dominante en Gales era Bleddyn ap Cynfyn, rey de Gwynedd y Powys. Los normandos atacaron el sur de Gales, donde William Fitz Osbern, conde de Hereford, conquistó el reino de Gwent en el año 1070. En el año 1074 el ejército del conde de Shrewsbury arrasó Deheubart.
El asesinato del rey Bleddyn ap Cynfyn en el año 1075 provocó el estallido de una guerra civil entre los galeses y los normandos aprovecharon la oportunidad para conquistar tierras en el norte de Gales. En el año 1081 el rey Gruffyd ap Cynan, que había arrebatado el trono de Gwynedd a Traerán ap Caradog en la Batalla de Mynyd Carn acudió a un encuentro con el Conde de Chester y el Conde de Shrewsbury, donde fue capturado y aprisionado, lo que permitió que los normandos se apoderaran de gran parte de Gwynedd. En el sur el rey de Inglaterra, Guillermo I el Conquistador se adentró en Dyfed, donde construyó castillos y acuñó moneda en St. David´s y Cardiff. En el año 1093 el rey Rhys ap Tewdwr fue asesinado en Brycheiniog y su reino fue conquistado y dividido entre varios señores normandos. La conquista normanda del norte de Gales parecía completa.

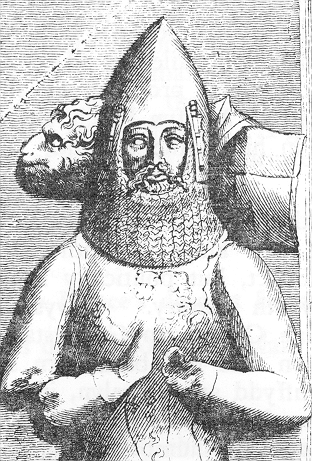
Efigie erróneamente atribuida a Rhys ap Gruffydd en la catedral de San David.

Sin embargo, en el año 1094 hubo una revuelta general en Gales contra el dominio normando, y progresivamente los invasores se vieron obligados a retirarse. El rey Gruffyd ap Cynan consiguió formar un reino fuerte en Gwynedd. Su hijo, Owain Gwynedd de los Aberffraw —el primer monarca galés con el título de princeps Wallensium, príncipe de Gales—, se alió con Gruffydd ap Rhys de Deheubart y consiguió en 1136 una aplastante victoria sobre los normandos en la batalla de Crug Mawr, anexionándose Ceredigion. Owain sucedió a su padre en el trono de Gwynedd en el año 1137 y gobernó hasta el año 1170. Fue capaz de aprovecharse de la inestabilidad de Inglaterra, donde Esteban de Blois y Matilde de Inglaterra se disputaban el trono, para extender las fronteras del reino de Gwynedd hacia el este. La muerte del rey Owain de Gwynedd provocó la división de su reino entre sus hijos. 
Durante esta época Powys también dispuso de un gobernante fuerte en la figura del rey Madog ap Maredudd, pero cuando murió en el año 1160, su heredero Llywelyn ap Madog murió poco después, lo que dividió el reino en dos partes que nunca volvieron a unirse. En el sur de Gales, Gruffydd ap Rhys fue asesinado en el año 1137 por sus cuatro hijos, que gobernaron el reino de Deheubarth sucesivamente y fueron capaces de reconquistar la mayor parte del reino de su abuelo de los normandos. El más joven de los cuatro, Rhys ap Gruffyd, (Lord Rhys), gobernó entre 1155-1197. En el año 1171 Rhys se reunión con el rey Enrique II de Inglaterra y llegaron a un acuerdo por el que Rhys se comprometió a pagar un tributo a cambio de que sus conquistas le fueran reconocidas, y posteriormente asumió el cargo de Justiciar de Gales del Sur. Rhys celebró un festival de poesía y canciones en su corte en Cardigan en la Navidad del año 1176 que por lo general es considerado como el primer Eisteddfod conocido. La división del reino de Gwynedd entre los hijos del rey Owain permitió que el reino de Deheubarth pasara a dominar la política de Gales durante un tiempo.

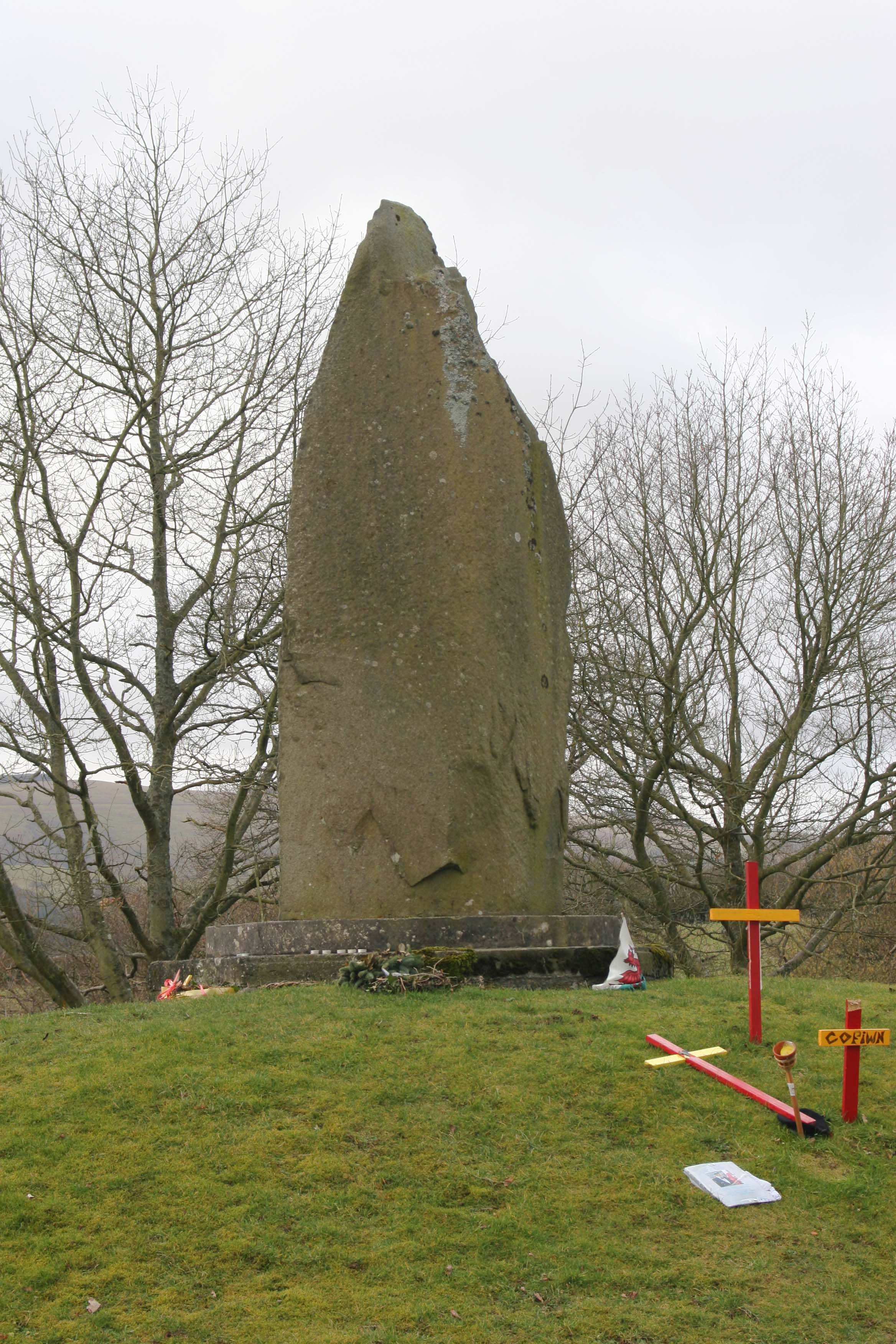
El monumento al rey Llywelyn en Cilmeri

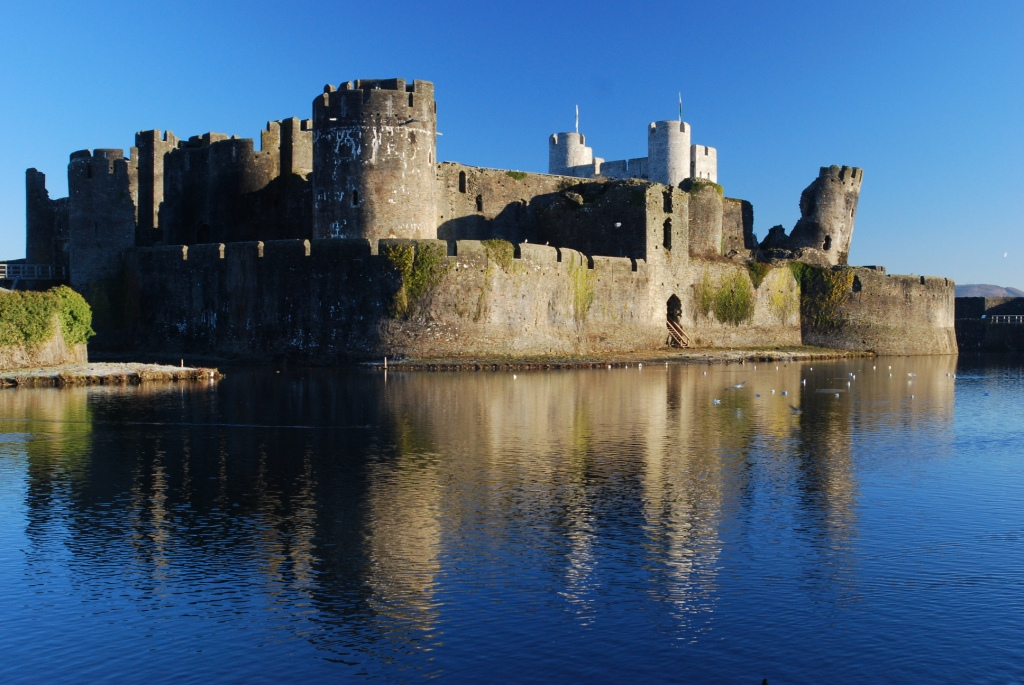
El castillo de Caerphilly

De la lucha de poder por el trono de Gwynedd finalmente surgió el más grande de los reyes galeses, Llywelyn ab Iorweth, también conocido como Llywelyn el Grande, que era el único rey de Gwynedd en el año 1200, y que a su muerte era rey de la mayor parte de Gales. Llywelyn estableció su capital en Garth Celyn, en la costa norte del país, dominado el estrecho de Menai. Realizó negociaciones favorables en la Magna Carta en 1215 y recibió el juramento de fidelidad de los otros señores galeses en 1216 en Aberdyfi, convirtiéndose en primer príncipe de Gales. Su hijo Dafydd ap Llywelyn le sucedió como rey de Gwynedd, pero no pudo heredar las posesiones de su padre en otras partes del país. La guerra estalló en 1245, pero Dafydd consiguió estabilizar la situación antes de morir repentinamente en la corte real de Garth Celyn, sin herederos, a principios de 1246. El otro hijo de Llywelyn, Gruffyd, había sido asesinado mientras intentaba escapar de la Torre de Londres en el año 1244. Gruffyd había dejado cuatro hijos y tres de ellos lucharon entre sí hasta que conquistó el poder Llywelyn ap Gruffydd, también conocido como Llywelyn el Último Rey.  Fue reconocido como rey de la mayor parte de Gales por Enrique III en el Tratado de Montgomery en 1267. 
Sin embargo, las aspiraciones de Llywelyn sobre Gales chocaban con la política del rey Eduardo I de Inglaterra y la guerra estalló entre ambos en 1277. Llywelyn se vio obligado a pedir la paz, y por el Tratado de Aberconwy, aceptó la subordinación a Inglaterra y su soberanía fue muy limitada. Para consolidar sus conquistas, Eduardo construyó una serie de castillos, entre los que destacan los de Beaumaris, Caernarfon y Conwy. Su construcción provocó nuevas disputas con Llywelyn]] y la guerra entre Inglaterra y Gales estalló de nuevo cuando Dafydd, uno de los hermanos de Llywelyn, atacó el castillo de Hawarden en el Domingo de Ramos de 1282. El 11 de diciembre de 1282 el rey Llywelyn fue atraído a una reunión en el castillo de Builth Wells, donde fue asesinado y su ejército posteriormente destruido. Su hermano Daffydd ap Gruffud continuó luchando pero fue capturado en el monte Bera, cerca de Garth Celyn, en junio de 1283, siendo a continuación colgado, partido por la mitad, y sus miembros separados en Shrewsbury. Con la muerte de Llywelyn y la neutralización de todos sus herederos potenciales, los señores galeses restantes ofrecieron sus tierras al rey inglés.  Gales se convirtió en la primera conquista de Inglaterra, aunque conservó cierta autonomía administrativa hasta que fue anexionado mediante las Actas de Gales (1535-1542).

## La anexión: del Estatuto de Rhuddland a las leyes de las Actas de Gales (1283-1542)

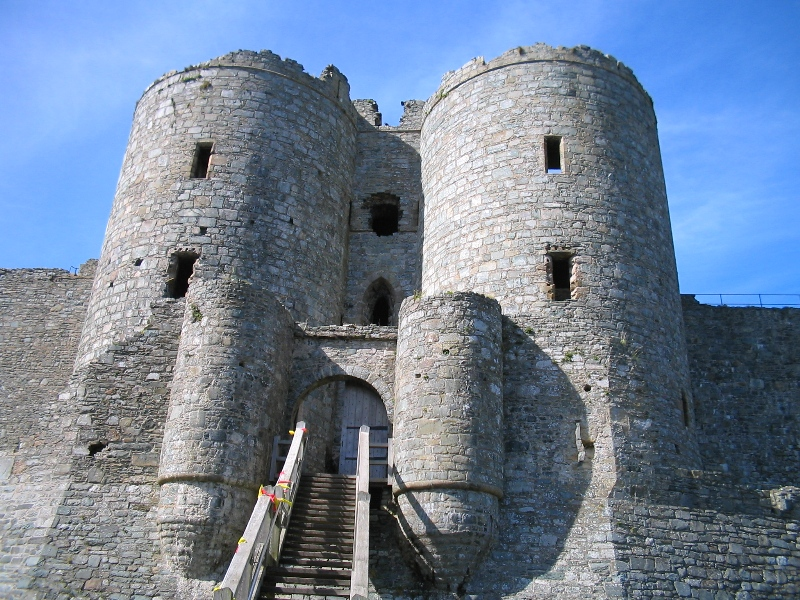
El castillo Harlech, uno de los construidos por Eduardo I de Inglaterra para consolidar su conquista.

Después de emitir el Estatuto de Rhuddlan, que definió la unión anglo-gales y limitaba la efectividad de las leyes de Gales, el rey Eduardo I de Inglaterra continuó la construcción de un sistema defensivo de castillos para consolidar el dominio sobre sus conquistas, otorgando a su hijo y heredero el título de Príncipe de Gales en el año 1301. De esta forma el país de Gales pasó a formar parte del reino de Inglaterra, aunque su pueblo hablaba un lenguaje diferente y tenía una cultura diferente. Por lo general los reyes ingleses prestaron poca atención al gobierno de los galeses, dejando las responsabilidades administrativas en el Consejo de Gales, a veces presidido por el heredero al trono. Este Consejo normalmente se reunía en Ludlow, actualmente en Inglaterra, pero antiguamente todavía formaba parte de una zona fronteriza entre Gales e Inglaterra, a menudo en litigio legal. A pesar de la conquista, la literatura galesa, y muy especialmente la poesía, atravesaba un período de esplendor, gracias al apoyo de la nobleza local, que se convirtieron en mecenas de poetas y trovadores galeses. Dafydd ap Gwilym, que compuso sus obras más destacadas a mediados del siglo XIV, es considerado por muchos el más grande de los poetas galeses.
La ocupación inglesa fue desafiada con varias rebeliones, entre las que destacaron la de Madog ap Llywelyn en 1294-1295 y la de Llywelyn Bren, Señor de Senghenydd en 1316-1318. En la década de 1370 Owain Lawgoch, el último heredero por línea masculina de la dinastía real de Gwynedd, planeó en dos ocasiones la invasión de Gales con apoyo de Francia. Los ingleses reaccionaron a la amenaza enviando a un agente a asesinar a Owain en Poitou en el año 1378. En el año 1400 Owain Glyndwr (u Owen Glendower), un noble gales, se rebeló contra el rey Enrique IV de Inglaterra. Owain consiguió derrotar a los ingleses en varias ocasiones y durante unos pocos años consiguió controlar la mayor parte de Gales. Como respuesta a la rebelión, el parlamento inglés emitió las leyes penales de 1402, que prohibían a los galeses portar armas, celebrar reuniones oficiales o habitar en ciudades fortificadas. Estas prohibiciones también se aplicaron a los ingleses casados con mujeres galesas y permanecieron en vigor después de la rebelión, aunque en la práctica poco a poco fueron relajándose. En 1404 Owain fue coronado príncipe de Gales ante representantes de Francia, Castilla y Escocia, tras lo cual celebró el primer parlamento galés en Machynlleth y proyectó dos universidades. Sin embargo, finalmente los ejércitos ingleses consiguieron recuperar el control y aplastar la rebelión en 1412, pero Owain nunca fue capturado. La situación se normalizó a favor de los ingleses hacia 1415. Su rebelión produjo un rebrote de la identidad galesa como reino y fue apoyada por todo el país por gran parte del pueblo.

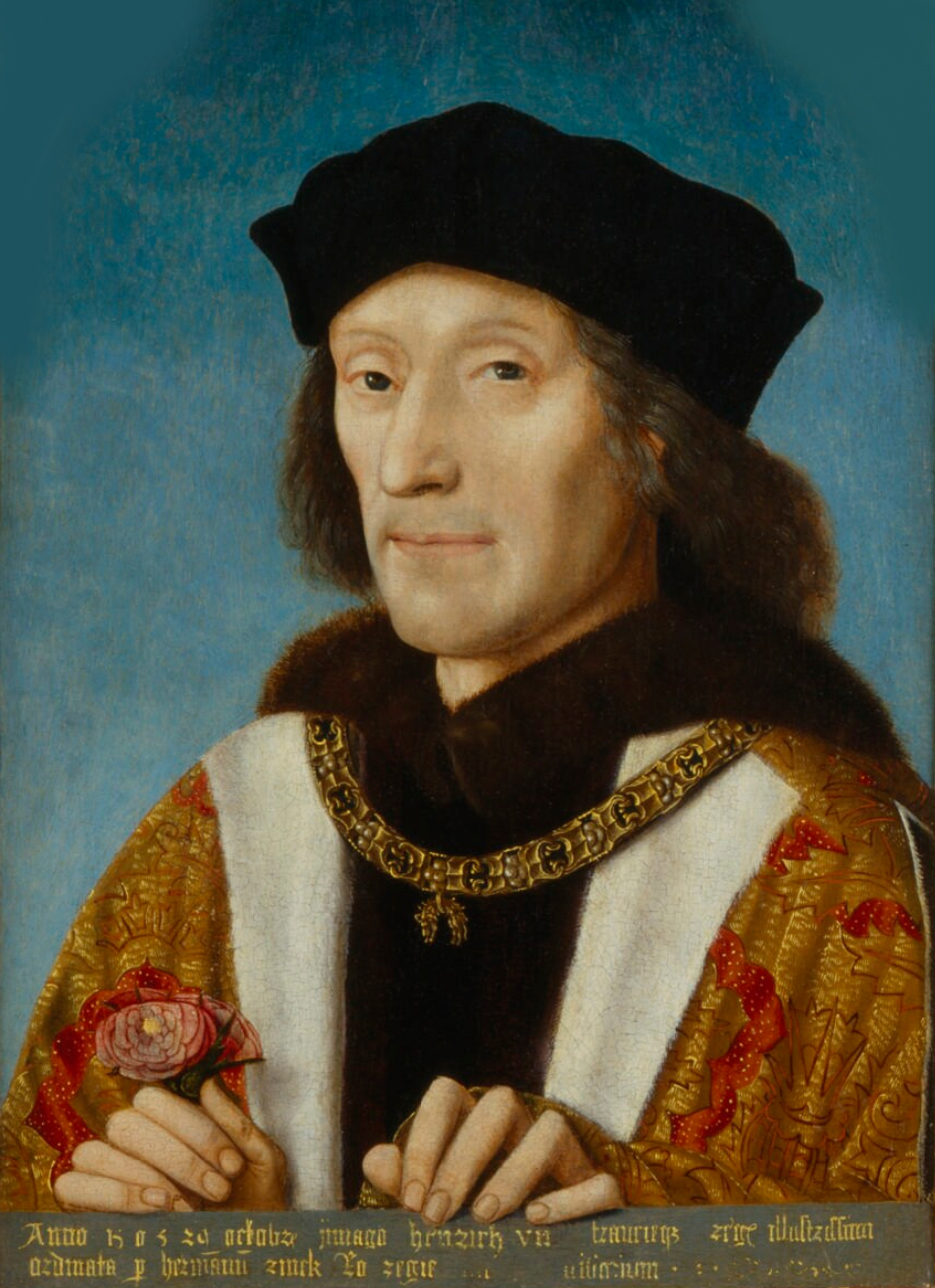
Enrique Tudor, posteriormente Enrique VII de Inglaterra.

Durante la Guerra de las Dos Rosas, que comenzó en el año 1455, ambos bandos utilizaron tropas galesas. Las principales figuras políticas galesas durante el conflicto fueron William Herbert, Conde de Pembroke y su hijo, partidarios de la Casa de York, y Jasper Tudor, Duque de Bedford, partidario de la Casa de Lancaster. En el año 1485 Enrique Tudor, sobrino del Duque de Bedford, desembarcó en Gales con un pequeño ejército para defender sus aspiraciones al trono de Inglaterra. Enrique descendía de los reyes galeses, contando a Rhys ap Gruffyd entre sus ancestros, por lo que muchos nobles galeses se unieron a su causa. Enrique derrotó a Ricardo III de Inglaterra en la Batalla de Bosworth y se convirtió en el rey Enrique VII de Inglaterra
Su heredero, el rey Enrique VIII de Inglaterra emitió una serie de leyes, las Actas de Gales, entre 1535-1542 —en especial el Acta de Unión de 1536—, que en términos legales anexionaban Gales a Inglaterra, disolviendo el sistema legal galés y prohibiendo el idioma galés en la administración o en el ámbito oficial, pero su principal repercusión fue que por primera vez definió la frontera entre Gales e Inglaterra y permitió que los galeses obtuvieran representación en el parlamento inglés. Estas leyes también anularon cualquier distinción legal entre galeses e ingleses.

## De la Unión a la Revolución industrial (1543-1800)
Después de que Enrique VIII rompiera los lazos que unían a la Iglesia de Inglaterra con la Iglesia de Roma y el Papa, la mayor parte de Gales aceptó el anglicanismo de Inglaterra, aunque varios católicos galeses se opusieron a la reforma religiosa y en el proceso elaboraron algunos de los primeros libros impresos en galés. En el año 1588 William Morgan imprimió la primera traducción galesa de la Biblia.
Durante la guerra civil inglesa la mayor parte de los nobles y la población de Gales estuvo de parte de la facción Realista, aunque hubo algunas notables excepciones como John Jones Maesygarnedd y el escritor puritano Morgan Llwyd.  Gales proporcionó numerosos soldados a los ejércitos del rey Carlos I de Inglaterra  aunque ninguna de las principales batallas de la guerra civil tuvo lugar en Gales. Aunque el rey y el parlamento inglés alcanzaron la paz, las hostilidades se reanudaron de nuevo al negarse el rey a cumplir varios de los acuerdos establecidos. El estallido fue provocado cuando el ejército parlamentario de Pembrokeshire cambió de bando a 1648 debido a la demora de los pagos y suministros. El coronel Thomas Horton derrotó a los rebeldes realistas en la batalla de St. Afganis en mayo y los rebeldes se rindieron a Oliver Cromwell el 11 de julio después de un asedio de dos meses en Pembroke.
Durante este período la educación en Gales era muy deficiente, y las escasas instituciones académicas enseñaban únicamente en inglés, aunque la mayoría de la población solo hablaba galés. En el año 1731 Griffith Jones (Llanddowror) comenzó a recorrer las escuelas de Carmarthenshire, dando clases en galés durante tres meses antes de trasladarse a otra localización. A la muerte de Griffith Jones en 1761, se estima que unas 250.000 personas habían aprendido a leer en las escuelas galesas.
Durante el siglo XVIII también se produjo el Renacimiento del metodismo galés, dirigido por Daniel Rowland, Howell Harris y William Williams Pantycelyn.  A principios del siglo XIX los metodistas de Gales se separaron de la Iglesia Anglicana y establecieron su propia denominación, actualmente conocida como Iglesia Presbiteriana de Gales. También provocaron el fortalecimiento de otras denominaciones religiosas que rechazaban la autoridad anglicana. Esta revolución religiosa tuvo implicaciones considerables para el desarrollo de la lengua galesa. Las iglesias dominicales se convirtieron en un rasgo importante de la vida galesa y contribuyeron a la alfabetización en galés de la población, un elemento muy importante para la supervivencia de un lenguaje marginado de la enseñanza.
A finales del siglo XVIII comenzó la Revolución industrial en Inglaterra, y la presencia de filones de hierro, caliza y carbón en el sudeste de Gales provocó la construcción de fundiciones y minas de carbón, especialmente las de Cyfarthfa y Dowlais en Merthyr Tydfil.

## Elsiglo19
A principios del siglo XIX varias partes de Gales habían sido industrializadas. Había numerosas fundiciones en los valles del sur de Gales, sobre todo en el sur desde Brecon Beacons, y muy especialmente alrededor de la nueva ciudad de Merthyr Tydfil, con una producción de hierro que se extendió hacia el oeste y hacia el interior de Neath y Swansea, donde se extraía carbón de antracita. Desde la década de 1840 la minería del carbón se extendió a los valles de Aberdare y Rhondda. Esto condujo a un rápido aumento en la población de estas zonas.
Los efectos sociales de la industrialización provocaron conflictos sociales entre los obreros galeses y los propietarios de las fábricas (mayoritariamente ingleses). Durante la década de 1830 hubo dos revueltas armadas en Merthyr Tidfil (1831) y una revuelta cartista en Newport (1839), dirigida por John Frost. Las Rebecca Riots (1839-1844) en el sur y centro de Gales, tuvieron un origen rural. Fueron unas protestas, no solo contra los elevados impuestos de circulación, sino un efecto de la hambruna y la miseria rural.
En parte como consecuencia de estos disturbios, una comisión envió un informe al gobierno inglés sobre la situación de la educación en Gales. El informe fue elaborado por tres comisionados galeses que no hablaban inglés y estaba basado en la información de testigos, muchos de ellos sacerdotes anglicanos. Este informe, publicado en 1847 como Reports of the commissioners of enquiry into the state of education in Wales, en la que se concluía que los galeses eran ignorantes, perezosos e inmorales, y que esta situación era debida al lenguaje galés y a su rebeldía religiosa. La publicación del informe provocó una furiosa reacción en Gales, donde el incidente fue bautizado como La traición de los libros azules.
El socialismo ganó terreno rápidamente en las zonas industriales del sur de Gales a finales del siglo XIX, debido también a una progresiva politización del sistema religioso. El primer representante electo del Partido Laborista fue Keir Hardie, el miembro más joven representando al partido en Merthyr Tydfil y Aberdare en 1900. Paralelamente a muchos movimientos europeos similares, el primer movimiento nacionalista galés comenzó en 1880-1890 con la formación de Cymru Fydd, dirigido por políticos del Partido Liberal como T. E. Ellis y David Lloyd George.
Otro movimiento que se fortaleció durante el mismo período fue una campaña para la separación de la Iglesia Anglicana. Muchos galeses consideraban que era inapropiado que la Iglesia de Inglaterra fuera la Iglesia de Gales. La campaña continuó desde la década de 1880 hasta la firma del Acta de la Iglesia de Gales (1914), que no entraría en vigor hasta 1920, con el fin de la Primera Guerra Mundial.
El siglo XIX provocó un incremento de la población de Gales, como del resto del Reino Unido, debido a la elevada natalidad. En 1801, unos 587.000 habitantes vivían en Gales, y en el año 1901 la cifra se había incrementado a más de 2.012.000 El incremento más significativo se produjo en los condados industriales –Denbigshire, Flintshire, Monmouthshire y Glamorganshire- La población rural se urbanizó progresivamente (en 1800 alrededor del 80 % de la población galesa vivía en asentamientos rurales y en 1911 solo el 20 %).

## ElsigloXX
En la primera mitad del siglo políticamente Gales contaba con representantes del Partido Liberal, especialmente cuando David Lloyd George fue nombrado primer ministro del Reino Unido durante la Primera Guerra Mundial. Sin embargo, el Partido Laborista comenzó a ganar terreno y tras la Gran Guerra sustituyeron a los liberales como el partido dominante en Gales, especialmente en los valles industriales del sur.
El partido Plaid Cymru, de carácter nacionalista, fue constituido en el año 1925 pero al principio su crecimiento fue lento y consiguió pocos votos en las elecciones parlamentarias. En 1936 un campo de entrenamiento y un aeródromo de la fuerza aérea británica en Penyberth, cerca de pwllheli fue incendiado por tres miembros de Plaid Cymru. Saunder Lewis, Lewis Valentine y D.J. Williams. No solo fue una protesta contra el campo de entrenamiento militar conocida como la escuela de bombardeo, sino también contra la destrucción del edificio histórico de Penyberth para hacerle sitio. Esta acción provocó el encarcelamiento de los tres incendiarios, lo que constituyó una propaganda para Plaid Cymru, que incrementó su popularidad en las zonas de habla galesa.
Tras la Segunda Guerra Mundial comenzó el declive y la crisis de varias industrias tradicionales de Gales, y muy especialmente la minería de carbón. El número de mineros empleados en el sur de Gales en 1913 era de 250.000 hombres, que descendió a 75.000 a mediados de la década de 1960 y a 30.000 en 1979. En 1966 se produjo el desastre de Aberfan cuando un vertedero de carbón se desmoronó aplastando una escuela y provocando 144 muertos, la mayoría de ellos niños. A principios de la década de 1990 solo quedaba una galería de profundidad en funcionamiento en Gales. También se produjo un declive similar en la industria del acero, y la economía galesa, como la de otras sociedades desarrolladas, comenzó a orientarse progresivamente hacia el sector servicios.
Oficialmente Gales dejó de ser parte de Inglaterra y una parte dentro del Reino Unido en 1955 cuando el término Reino Unido de Inglaterra fue sustituido por «Inglaterra y Gales».[cita requerida] Y Cardiff fue proclamada como la ciudad capital de Gales. El nacionalismo galés solo comenzó a convertirse en un factor político principal durante la segunda mitad del siglo XX. En 1962 Saunder Lewis dio un discurso por radio titulado Tynged yr iaith (El destino del lenguaje) en el que predecía la extinción del galés a menos que se tomaran medidas activas para evitarlo. Este discurso provocó la formación de Cymdeithas yr Iaith Gymraeg (La sociedad de la lengua galesa) ese mismo año.
El nacionalismo comenzó a crecer especialmente tras la inundación del valle de Tryweryn en 1965, que sumergió la aldea de Capel Celyn para crear un suministro de agua para la ciudad de Liverpool. En 1966 Gwynfor Evans consiguió un escaño por Carmarthen por el partido Plaid Cymru, en el Parlamento de Inglaterra.
Otra reacción a la inundación de Capel Cely fue la formación de grupos radicales como el Free Wales Army (El Ejército de Gales Libre) y el MAC, Mudiad Amddiffyn Cymru (Movimiento de Defensa de Gales). Como respuesta al nombramiento del Príncipe Carlos de Inglaterra como Príncipe de Gales en 1969, estos grupos fueron responsables de la detonación de varias bombas que destruyeron depósitos de agua, y oficinas de correos y de hacienda. Dos miembros del MAC, George Taylor y Alwyn Jones, los llamados mártires de Abergele murieron al estallarles una bomba casera en Abergele, el día antes de su graduación.
Plaid Cymru consiguió avances en las dos elecciones generales de 1974, consiguiendo tres escaños. Hubo un incremento del apoyo por la devolución de las instituciones gubernamentales galesas desde el interior del Partido Laborista, y en 1976 se publicó un acta que recogía las principales exigencias del partido. Sin embargo, en 1979 se convocó un referéndum en Gales para la creación de una asamblea autónoma, que fue rechazada por una gran mayoría de votos negativos. El nuevo gobierno conservador elegido en 1979 había prometido crear un canal de televisión en galés, pero en septiembre el gobierno declaró que no cumpliría esa promesa electoral. Esta actitud provocó una campaña de impago de licencias televisivas por parte de los miembros de Plaid Cymru y el anuncio de Gwynfor Evans en 1980 de que ayunaría hasta la muerte si no se creaba un canal de televisión en galés. Finalmente en septiembre del mismo año el gobierno anunció que aceptaba las demandas nacionalistas y el canal galés comenzó a emitir en noviembre de 1982.  Por el Acta de la Lengua Galesa de 1993 el galés recibió una posición igual al inglés en Gales en el sector público.
En mayo de 1997 el Partido Laborista ganó las elecciones generales en el Reino Unido con la promesa de desarrollar instituciones autonómicas en Escocia y Gales. A finales de 1997 se realizó un nuevo referéndum a favor de una asamblea autonómica en Gales, y en esta ocasión ganó el sí, aunque por un estrecho margen. La Asamblea de Gales fue inaugurada en 1999, como consecuencia del Acta del Gobierno de Gales de 1998. Esta Asamblea posee el poder de determinar la administración de la inversión británica en Gales.
A lo largo del siglo XX la población de Gales se incrementó de más de 2.012.000 habitantes en 1901 a 2 900 000 habitantes en el año 2001, pero el proceso no ha sido lineal. 430 000 personas emigraron de Gales entre 1921 y 1940 debido a la depresión económica del período de entreguerras. La inmigración desde Inglaterra se convirtió en un factor demográfico importante desde la primera década del siglo XX, llegando unos 100 000 inmigrantes ingleses y de otras partes del Reino Unido. La mayoría de estos inmigrantes solían asentarse en zonas industrializadas, lo que contribuyó a una anglificación parcial de algunas zonas del sur y el este de Gales. La proporción de la población galesa capaz de hablar galés se redujo del 50 % en 1901 a un 43,5 % en 1911, y continuó descendiendo hasta un 18,9 % en 1981. A lo largo del siglo también se ha incrementado la población nacida fuera de Gales, según el censo del año 2001, un 20 % de los residentes galeses habían nacido en Inglaterra, un 2 % habían nacido en Escocia o Irlanda del Norte y un 3 % habían nacido fuera del Reino Unido. Aunque a principios del siglo XX la mayoría de los inmigrantes se asentaban en las zonas industrializadas, en la década de 1990 la mayoría de los ciudadanos galeses nacidos fuera de Gales se concentran en Ceredigion, Powys, Conwy, Denbigshire y Flintshire.

## ElsigloXXI

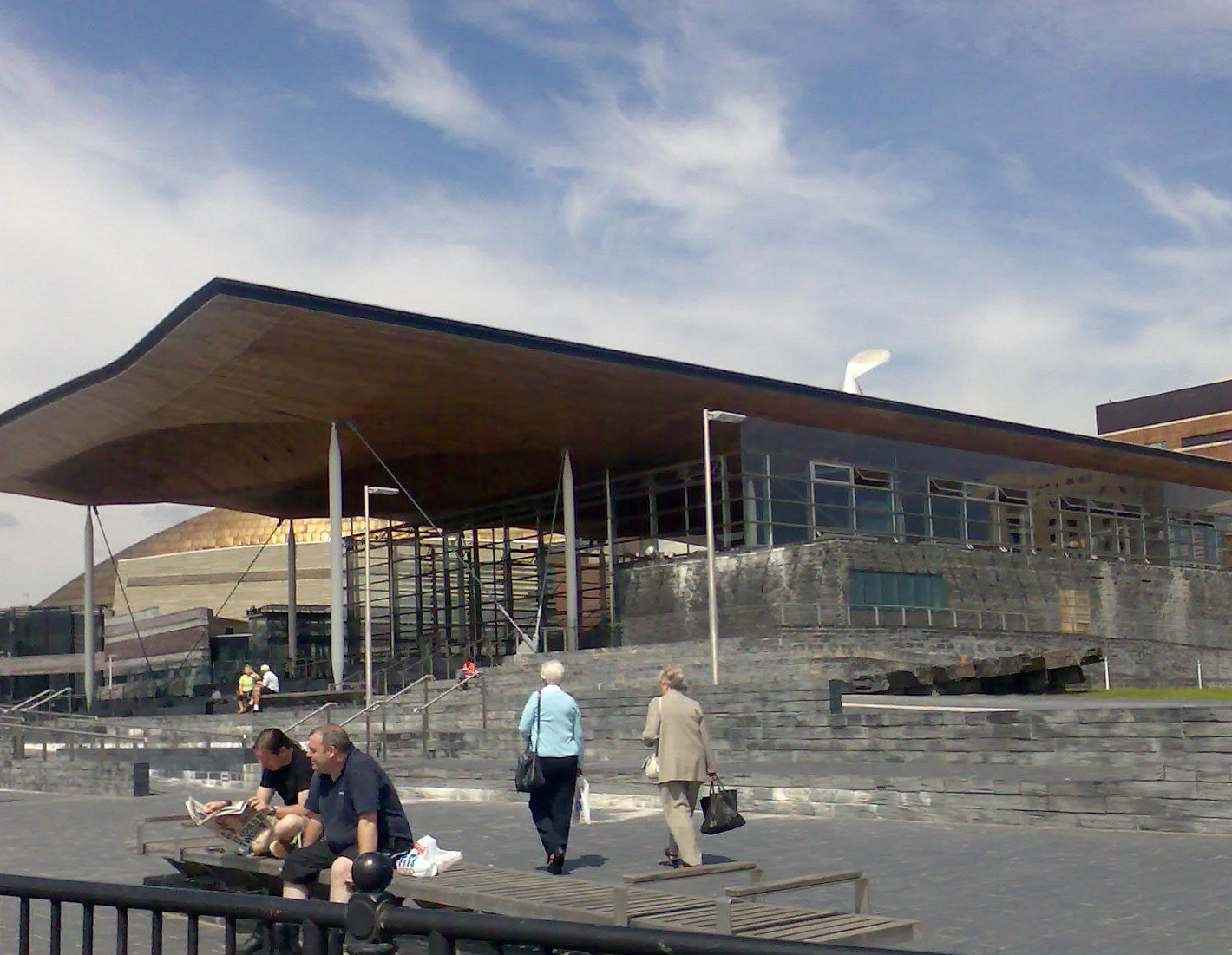
Nuevo edificio del parlamento galés

Los resultados del censo del año 2001 arrojaron que la población capaz de hablar galés se había incrementado al 21 % entre la población de más de 3 años, comparado con el 18,7 % de 1981 y el 19 % de 1991. Parece que el lento declive del idioma iniciado en el siglo XX se ha detenido por el momento.
En 1999 se inauguró en Cardiff el Milennium Stadium, seguido en el año 2004 por el Wales Millenium Center, un centro para acontecimientos culturales, especialmente ópera. El nuevo edificio para la Asamblea Galesa, conocido como el Senedd fue terminado en febrero de 2006 y fue inaugurado oficialmente el día de San David.
En el año 2006 se aprobó el Acta del Gobierno de Gales que certificó que desde mayo de 2007 la reina Isabel II de Inglaterra tendría la nueva identidad legal de Su Majestad en derecho de Gales y por primera vez nombraría ministros de Gales y firmaría Leyes de Gales en su Consejo. También se presentó un proyecto para presentar un futuro referéndum al pueblo de Gales para otorgar a su Asamblea un mayor poder legislativo. Este referéndum se celebró el 3 de marzo de 2001 y en el mismo se realizó la pregunta: "¿Desea usted que la Asamblea disponga de capacidad para crear leyes sobre cualquier tema en las 20 áreas para las que dispone de poderes?" El resultado del voto fue de un 63.49 % de votos de "sí" y un 36,51 % de votos de "no". En consecuencia, la Asamblea de Gales ahora dispone de la capacidad de crear leyes en cualquier tema de su ámbito legislativo sin necesitar la aprobación del parlamento británico.